# Peter Skødt Knudsen
Peter Skødt Knudsen er tidligere vært på DR1s Store NØRD. Han forlod i sæson 10, hvor hans plads blev overtaget af Kåre Nielsen.

## Eksterne Henvisninger
- Facebook: https://www.facebook.com/peter.skoedt.knudsen
- Instagram: https://www.instagram.com/naturefutureletsgo/